# Saint-Rhémy-en-Bosses
Saint-Rhémy-en-Bosses (pronuncia fr. /sɛ̃ ʁemi ɑ̃ bɔs/ ; Sèn Rémi eun Boursa in patois valdostano) è un comune italiano sparso di 336 abitanti situato nell'alta valle del Gran San Bernardo, in Valle d'Aosta nordoccidentale, ad una altezza di 1632 m s.l.m.

## Geografia fisica

### Territorio
Saint-Rhémy è l'ultimo borgo prima del confine svizzero, a circa 20 chilometri a nord-ovest di Aosta.
Il comune è attraversato dal torrente Artanavaz, tributario del Buthier.
- Classificazione sismica: zona 4 (sismicità molto bassa)[7].

### Clima
Il clima di Saint-Rhémy-en-Bosses è tipicamente alpino. Gli inverni sono in genere molto freddi, con temperature medie al di sotto di 0 °C e abbondanti precipitazioni nevose. Le nevicate possono iniziare a fine settembre e protrarsi fino ad aprile. Le estati invece sono miti e umide.
La Valle del Gran San Bernardo è una delle zone più nevose della Valle d'Aosta.

## Storia

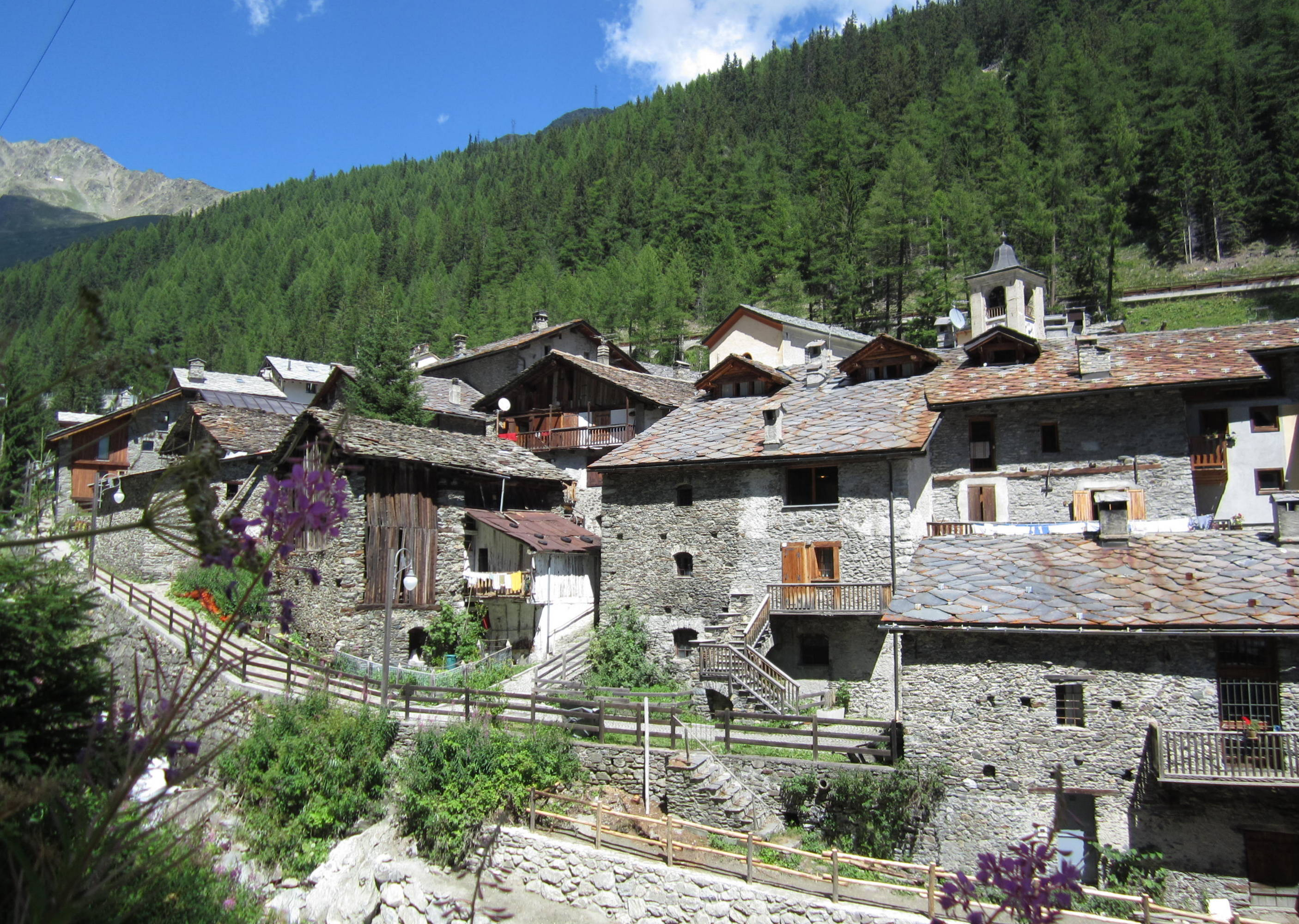
Il borgo di Saint-Rhémy

La funzione di centro abitato più vicino al colle sul versante alpino meridionale ha caratterizzato Saint-Rhémy nei secoli, rendendolo un rilevante crocevia e luogo di transito tra l'Europa settentrionale e quella meridionale. 
Il toponimo latino è Endracinum: in epoca romana sul posto sorgeva un importante mansio a controllo della strada, mentre la villa del dominus Baucius sorgeva poco distante dall'arteria, sulla collina.
Subì le invasioni degli Unni, dei Burgundi, dei Longobardi, dei Carolingi e dei Saraceni, passando di mano in mano tra il VI al X secolo. Secondo la tradizione, durante la dominazione burgunda il re Gontrano, di passaggio per la valle, si fece battezzare da San Remigio arcivescovo di Reims nel 496 d.C., dando quindi il nome al paese.

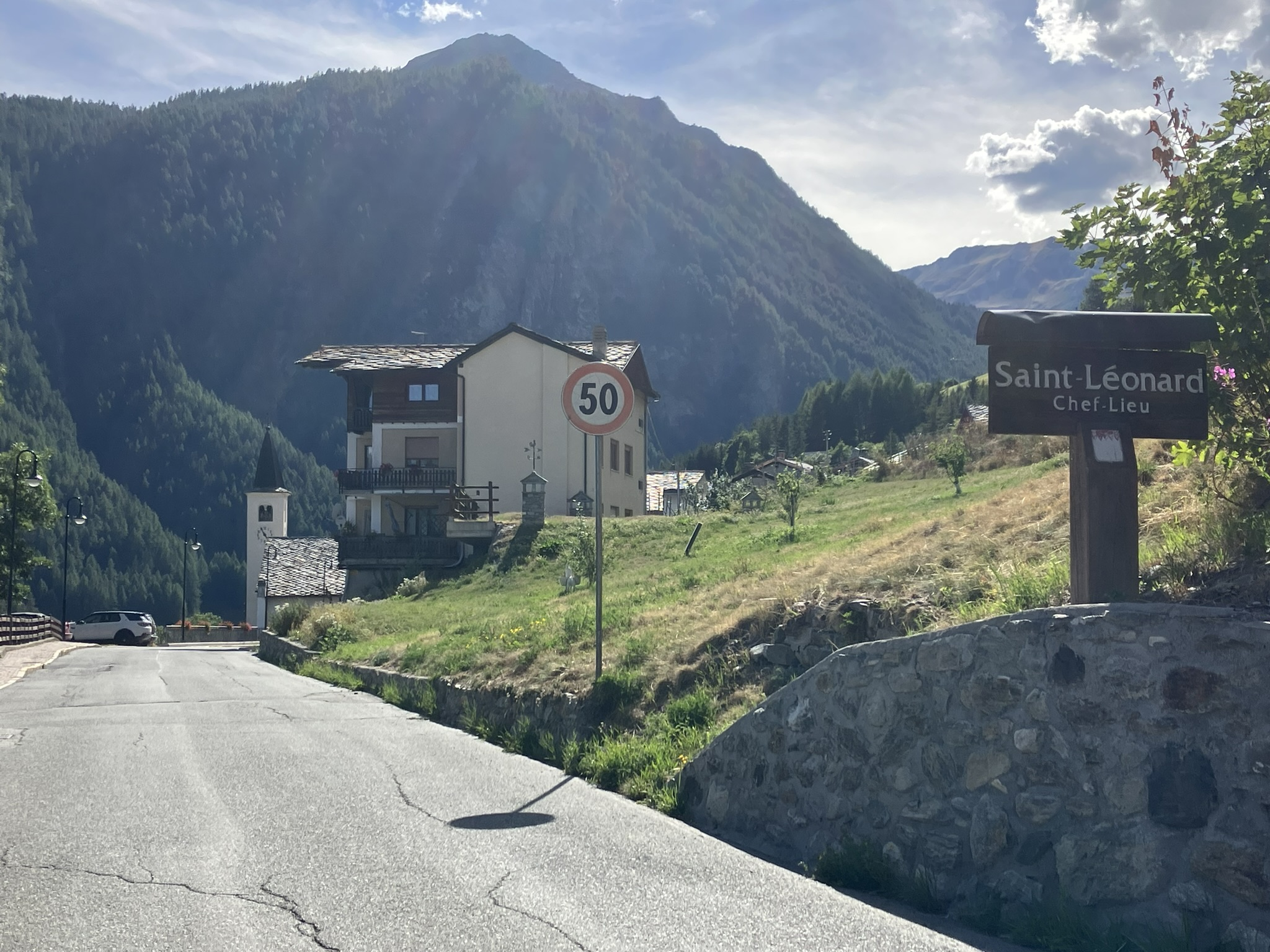
Vista del villaggio di Saint-Léonard, capoluogo del comune di Saint-Rhémy-en-Bosses.

Saint-Rhémy-en-Bosses è citata nel resoconto dell'itinerario di Sigerico di Canterbury che, attorno al 990 si recò a Roma per ricevere il Pallio dalle mani del Pontefice Giovanni XV; tale percorso nei secoli successivi sarebbe stato chiamato Via Francigena. In particolare la località ne rappresentava la XLVIII tappa (submansio), e fu definita dall'Arcivescovo di Canterbury Sce Remei. Egli vi soggiornò prima di oltrepassare il Colle del Gran San Bernardo.
Nell'XI secolo, i conti di Savoia concessero agli abitanti del borgo il diritto esclusivo di accompagnare i viandanti e le loro merci da Aosta fino al valico. Questa franchigia venne chiamata Viérie du Mont-Joux e fece nascere i cosiddetti marronniers, guide e portatori allo stesso tempo che prestavano questo servizio.
Nel 1627 il duca Carlo Emanuele I concesse agli abitanti del luogo un ulteriore privilegio, l'esenzione dal servizio militare, facendo nascere i soldats de la neige (dal francese, "soldati della neve"), un esercito che continuava l'abituale attività di manutenzione della strada di accesso al valico e di soccorso ai viaggiatori travolti da valanghe o sfiniti dalla fatica e dal gelo. I soldati erano organizzati come un piccolo esercito, con a capo il sindaco del comune, con il compito di stabilire i turni, di ispezionare i locali e di dare i congedi; teneva inoltre un livre de service, in cui venivano segnati i servizi prestati.
Da Saint-Rhémy-en-Bosses passarono le truppe di Napoleone Bonaparte, scese nel maggio del 1800 per affrontare le milizie austriache nella Battaglia di Marengo. Questo evento ha lasciato traccia nel folkore del paese che ogni anno celebra le festività di carnevale con la sfilata delle landzette, i cui costumi rimandano proprio alle divise militari dell'epoca.
In epoca fascista, il toponimo fu italianizzato in San Remigio dal 1939 al 1946. Il toponimo fu in seguito ristabilito in Saint-Rhémy fino al 1991, quando assunse la forma attuale.

### Simboli
Lo stemma e il gonfalone del Comune di Saint-Rhémy-en-Bosses sono stati concessi con decreto del presidente della Repubblica dell'8 maggio 1992.
Lo stemma si descrive come segue:
Lo stemma riprende quello dei nobili De Bosses (De Bocha), presenti nella località sin dall'inizio del XIII secolo.
Il gonfalone è un drappo partito di rosso e di bianco.

## Monumenti e luoghi d'interesse
- La settecentesca chiesa di San Remigio, nella frazione di Saint-Rhémy.
- L'ottocentesca chiesa di San Leonardo[17], nella frazione di Saint-Léonard (capoluogo).
- Accanto alla Chiesa di San Leonardo sorge il Castello di Bosses, castello di tipo monoblocco del XIV-XV secolo.
- In località Les Maisons,[18] si trova la casaforte di Chevillien o Chez-Vuillien, che ben conserva una torre cilindrica e una caditoia sul lato est.[19]
- Degno di nota l'antico lavatoio in pietra, con lo stemma dei conti Savin de Bosses.
- Da Saint-Rhémy si può raggiungere il Rifugio Pier Giorgio Frassati.
- D'estate, si può visitare l'allevamento dei cani di San Bernardo, nei pressi dell'Ospizio di San Bernardo.
- Da Saint-Rhémy si raggiungono con un sentiero le opere del Vallo Alpino dette sbarramento di San Remigio; un altro sentiero da Saint-Rhémy porta alla Batterie di Plan Puitz.[20]

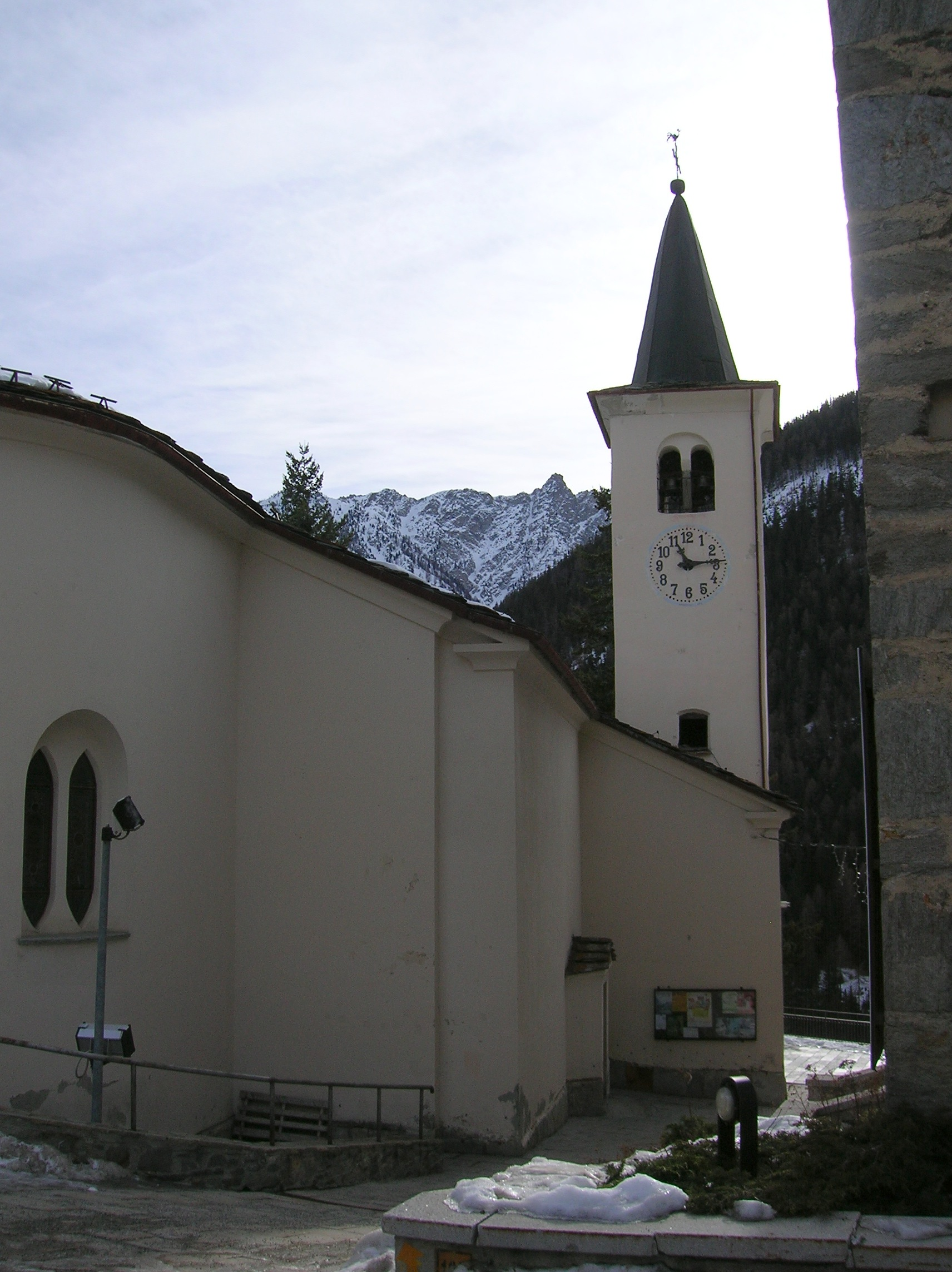
Il Campanile della chiesa di Saint-Léonard
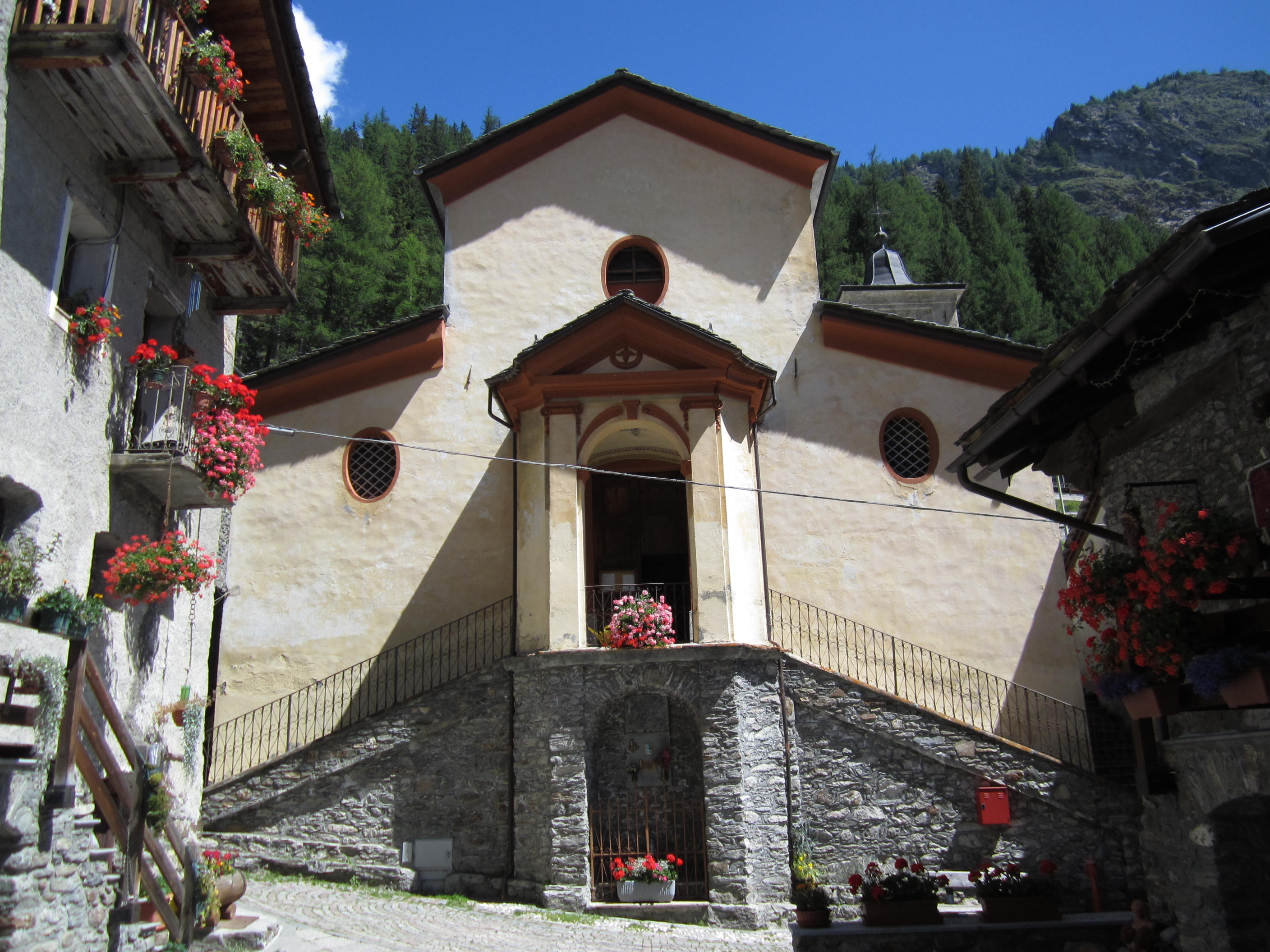
Chiesa di San Remigio a Saint-Rhémy
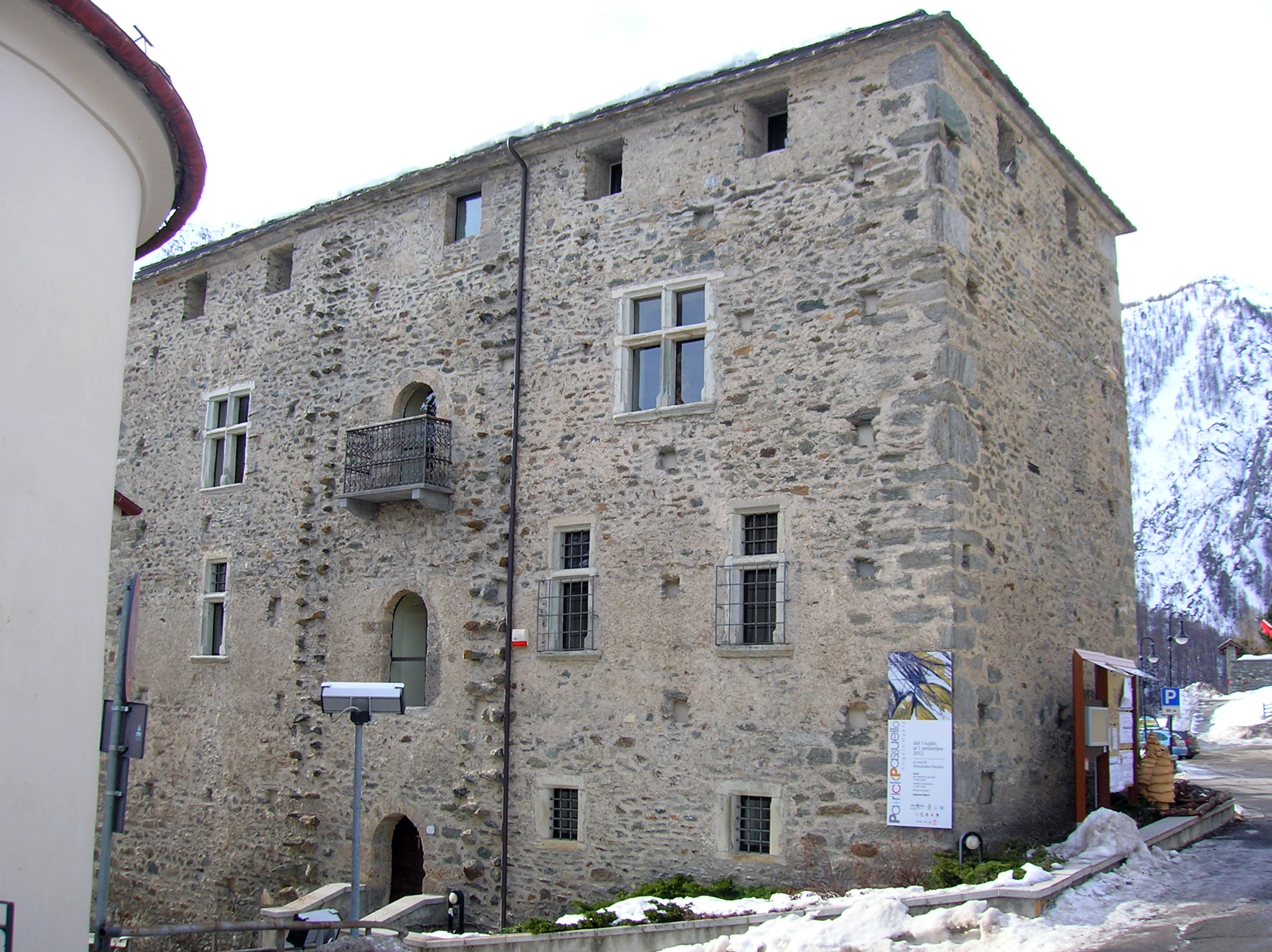
Il Castello di Bosses
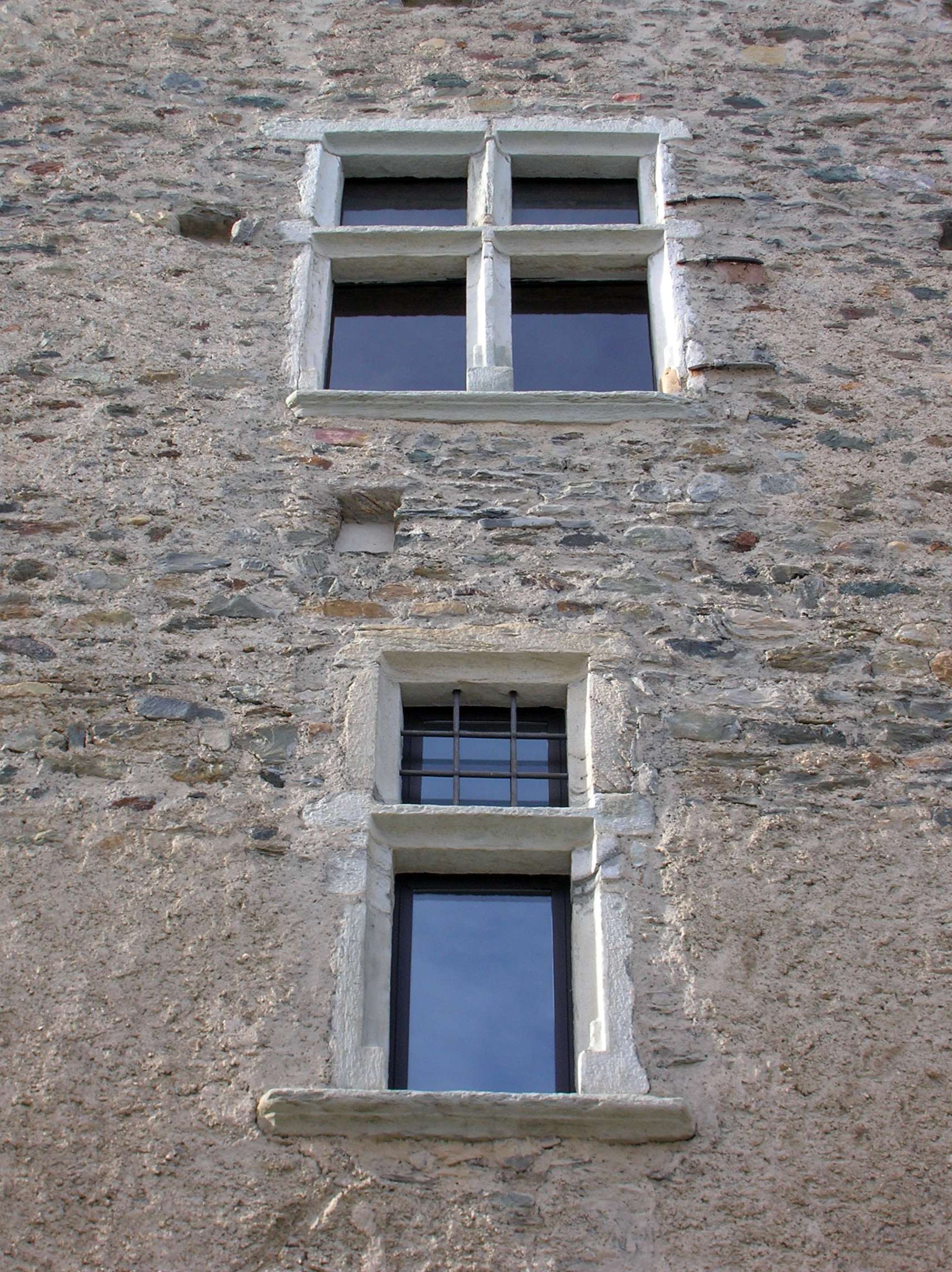
Dettaglio delle finestre del castello
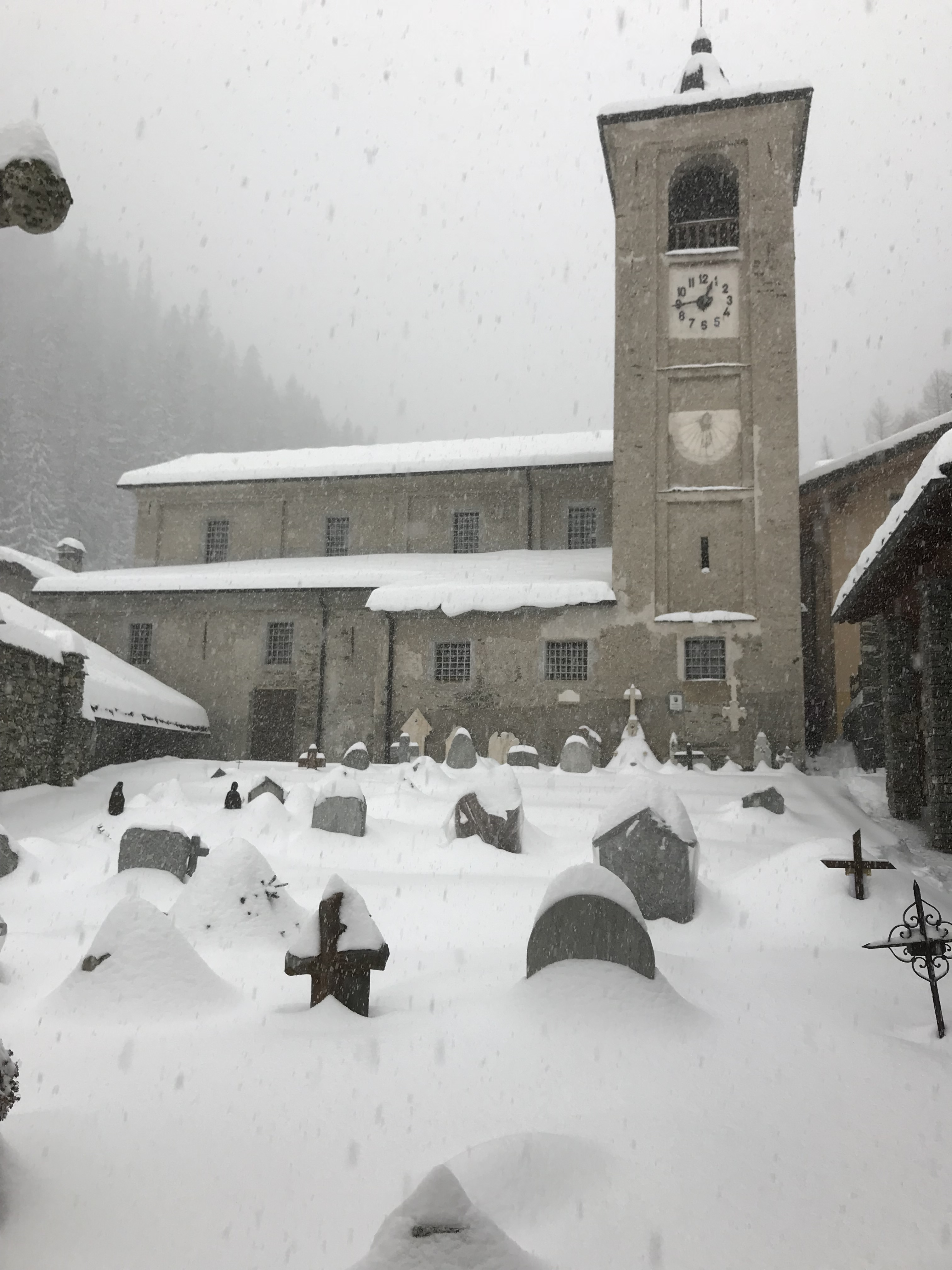
Il cimitero di Saint-Rhémy e il campanile della chiesa di San Remigio

- Gli ambienti d'alta quota del Colle del Gran San Bernardo sono un sito di interesse comunitario (cod. IT1205020, 750 ha).

## Società

### Evoluzione demografica
Abitanti censiti

### Lingue e dialetti
Come nel resto della regione, anche in questo comune è diffuso il patois valdostano.

## Cultura

### Biblioteche
Nella frazione Praz du mas Farcoz 25 ha sede la biblioteca comunale. Essa si sviluppa su un piano di 105 mq e dispone di una sezione adulti con circa 5.850 volumi e di una fornita sezione ragazzi con 650 libri di saggistica e 3.500 di narrativa in lingua italiana, francese e inglese.

### Musei
- In territorio elvetico, sul passo omonimo, si trova il museo dell'Ospizio del Gran San Bernardo o Museo del colle del Gran San Bernardo.

### Eventi
- A Saint-Rhémy viene organizzato "Percorso in rosso", ogni anno il 13 agosto. Un itinerario eno-gastronomico con il Vallée d'Aoste Jambon de Bosses Dop e tanti altri prodotti di eccellenza del territorio (Jambon de Bosses, Motsetta, Jambon à la braise de Saint-Oyen, birra artigianale bière du Grand-Saint-Bernard).
- A Saint-Léonard tutti gli anni il 29 dicembre e il 4 gennaio si tengono due serate di degustazione del Vallée d'Aoste Jambon de Bosses Dop: "Il re è Crudo!" con anche assaggi di prodotti rari del territorio.
- Il 5 agosto ogni anno si effettua il pellegrinaggio della Madonna delle nevi al santuario di Fonteinte.

#### Carnevale dellaCombe Froide
A carnevale, di grande interesse la sfilata delle Landzette, le maschere tradizionali della Combe Froide. Tali maschere sono ispirate alla divisa delle truppe napoleoniche, che seminarono il terrore al loro passaggio nel maggio del 1800. Per esorcizzare questo evento, la popolazione della Combe Froide, la zona della Valpelline e della Valle del Gran San Bernardo, ha elaborato nei secoli una coloratissima parodia delle divise militari dell'epoca, e il giorno del carnevale percorrono tutti i comuni delle due vallate in maniera estremamente chiassosa e festosa.

## Geografia antropica

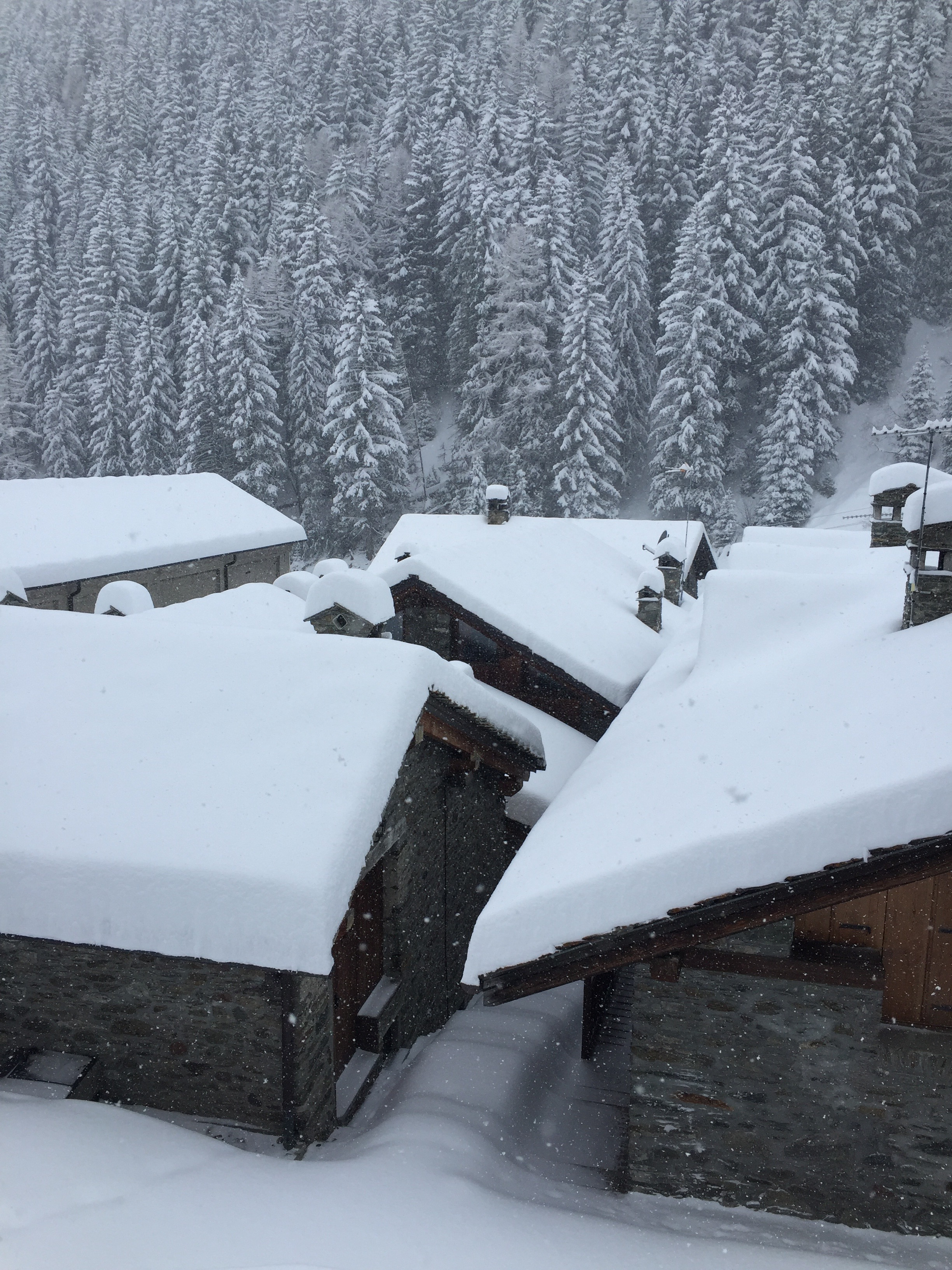
Borgo di Saint-Rhémy sotto ad una nevicata (2019)

I principali villaggi sono Saint-Rhémy, Saint-Léonard (sede del municipio), Prédumaz-Falcoz e Ronc.

## Economia

### Prosciutto Vallée d'Aoste Jambon de Bosses DOP
Il Vallée d'Aoste Jambon de Bosses DOP è un prosciutto artigianale prodotto in quantità limitata ed esclusivamente nel territorio di Saint-Rhémy-en-Bosses secondo tradizioni tramandate nei secoli. La sua produzione è regolamentata da un rigoroso disciplinare depositato presso la Comunità Europea che nel 1996 gli ha riconosciuto la DOP. A tutela del prodotto e dei produttori di questo prodotto unico, nel 2008 è stato costituito il Comitato per la Promozione e la Valorizzazione del Vallée d'Aoste Jambon de Bosses DOP.
Infatti in Francia, nella città di Aoste (dipartimento dell'Isère), omonima del capoluogo regionale valdostano, il prosciuttificio usine Aoste produce prosciutti industriali che niente hanno in comune con il Vallée d'Aoste Jambon de Bosses DOP, ma che spesso vengono erroneamente confusi, soprattutto oltralpe; la Commissione europea ammette che la produzione industriale francese sia denominata Jambon Aoste, essendo Aoste una marca di fabbrica.

## Amministrazione
Fa parte dell'Unité des Communes valdôtaines Grand-Combin.

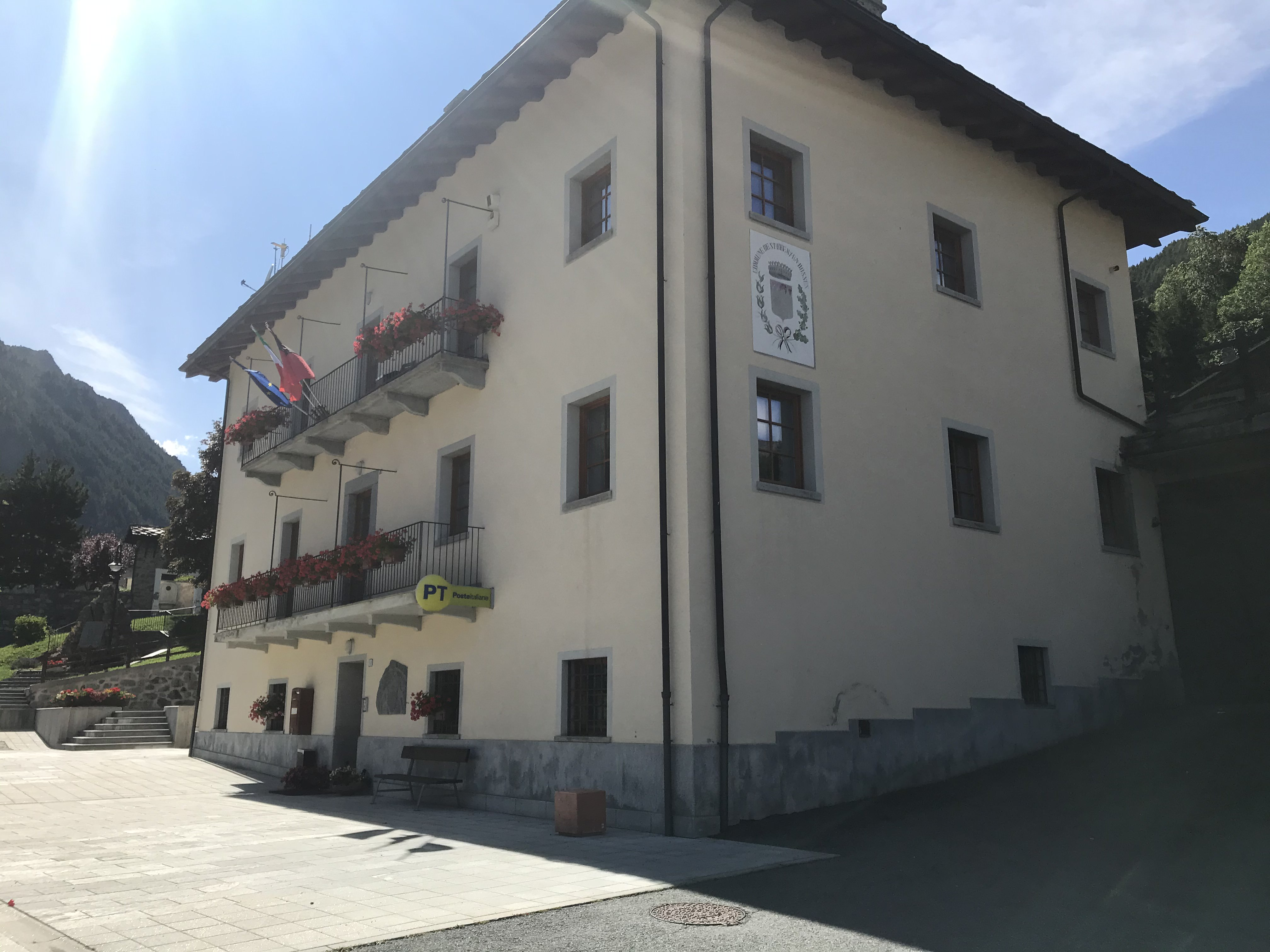
Il municipio a Saint-Léonard.

Di seguito è presentata una tabella relativa alle amministrazioni che si sono succedute in questo comune.
| Periodo           | Periodo           | Primo cittadino    | Partito          | Carica  | Note   |
| ----------------- | ----------------- | ------------------ | ---------------- | ------- | ------ |
| 29 maggio 1995    | 8 maggio 2000     | Edi Avoyer         | Union Valdôtaine | Sindaco | [ 24 ] |
| 8 maggio 2000     | 9 maggio 2005     | Edi Avoyer         | lista civica     | Sindaco | [ 24 ] |
| 9 maggio 2005     | 24 maggio 2010    | Edi Avoyer         | lista civica     | Sindaco | [ 24 ] |
| 24 maggio 2010    | 10 maggio 2015    | Corrado Jordan     | lista civica     | Sindaco | [ 24 ] |
| 11 maggio 2015    | 22 settembre 2020 | Corrado Jordan     | lista civica     | Sindaco | [ 24 ] |
| 23 settembre 2020 | in carica         | Alberto Ciabattoni | lista civica     | Sindaco | [ 24 ] |

## Sport

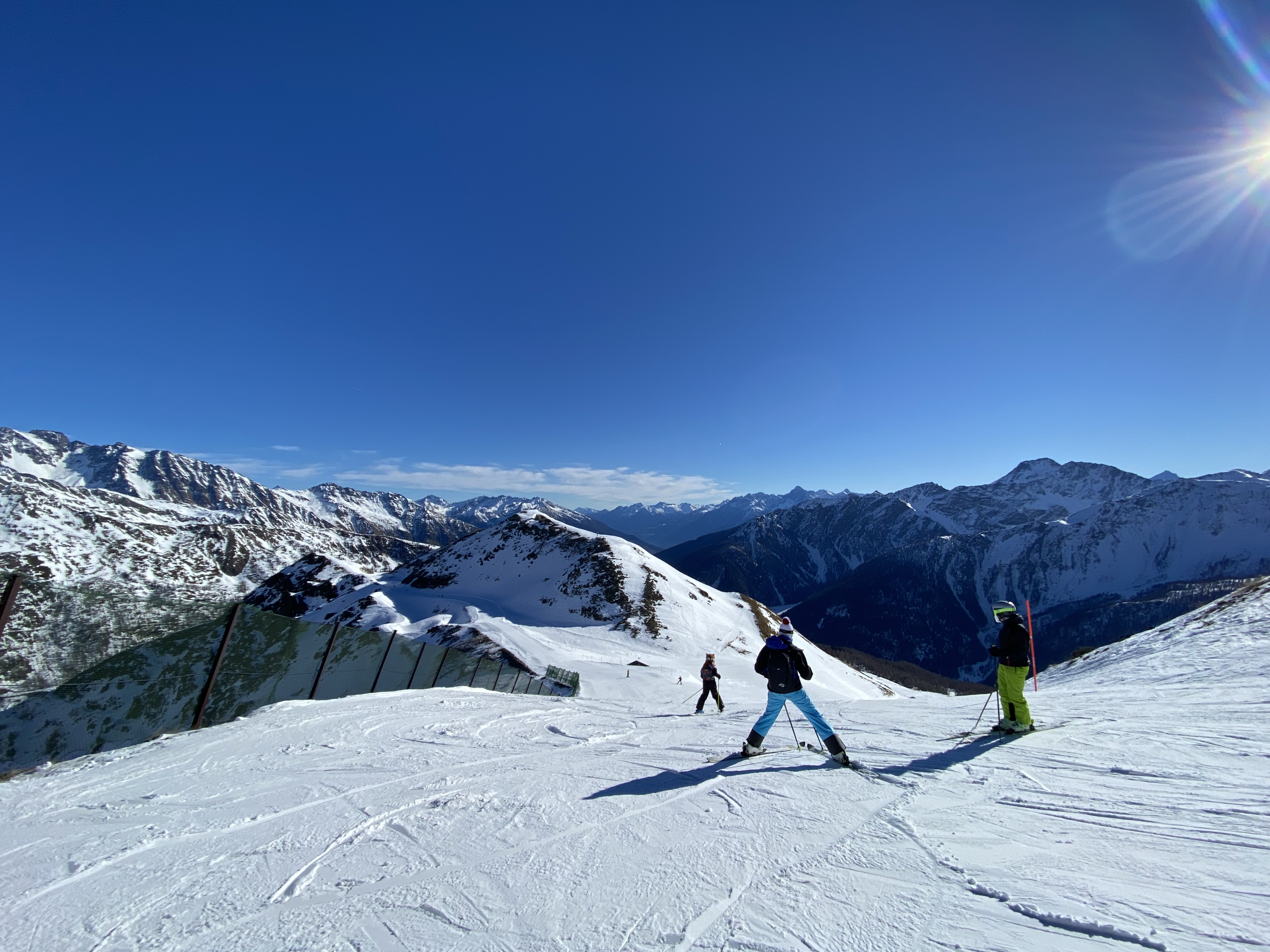
Sciatori sui pendii della Testa di Crévacol.

In questo comune si gioca a Fiolet, caratteristico sport tradizionale valdostano. In inverno gli aperti e soleggiatissimi pendii della Tête de Crévacol ospitano un comprensorio sciistico di circa 22 km fino ai 2400 metri di quota con vista su tutta la Valle del Gran San Bernardo, meta ambita anche per gite di scialpinismo.